# Nemaha (Nebraska)
Nemaha é uma vila localizada no estado americano de Nebraska, no Condado de Nemaha.

## Demografia
Segundo o censo americano de 2000, a sua população era de 178 habitantes.
Em 2006, foi estimada uma população de 183, um aumento de 5 (2.8%).

## Geografia
De acordo com o United States Census Bureau, a localidade tem uma área de 0,8 km², sem área coberta por água.

## Localidades na vizinhança
O diagrama seguinte representa as localidades num raio de 16 km ao redor de Nemaha.